# Triple A
A Aliança Anticomunista Argentina (Alianza Anticomunista Argentina em espanhol, mais conhecida como Triple A ou AAA) foi um esquadrão da morte de extrema direita que esteve em atividade na Argentina ligado à loja anticomunista Propaganda Due, que matou artistas, intelectuais, políticos de esquerda, estudantes, historiadores e sindicalistas, além de fazer ameaças, executar execuções extrajudiciais e desaparecimentos forçados durante as presidências de Juan Perón e Isabel Perón entre 1973 e 1976. Posteriormente, a AAA teve forte apoio da junta militar liderada por Jorge Rafael Videla que chegou à presidência da Argentina após o golpe de estado de 1976.

## Criação
A Triple A foi organizada por José López Rega e Alberto Villar, delegado-chefe da polícia federal argentina. Começou a operar abertamente um mês após a morte de Peron. em 1 de julho de 1974. O grupo contou com o apoio financeiro e logístico da Agência Central de Inteligência (CIA), agiu em conjunto com a Aliança Americana Anticomunista (Colômbia), como parte da Operação Condor. López Rega teve um importante papel na luta contra Montoneros, a quem costumava referir-se depreciativamente como a infiltração marxista. Sua intolerância levou-o a criar e apoiar financeiramente, à paramilitar Aliança Anticomunista Argentina ou Triple A. A Triple A contava muitas vezes com a colaboração operativa e de inteligência militar para atentar violentamente, não apenas contra os quadros Montoneros e as juventudes políticas da Tendência Revolucionária, mas também contra qualquer cidadão suspeito de possuir uma ideologia de esquerda.

### O massacre de Ezeiza
A 20 de Junho de 1973, durante do regresso de Perón ao seu país logo de 18 anos de exílio, ocorrem os feitos conhecidos como massacre de Ezeiza, localidade próxima ao aeroporto internacional.
Uma multidão, estimada pelos meios jornalísticos da época em dois milhões de pessoas, congregou-se no lugar para receber Peron. As colunas de Montoneros junto a outras agrupações de esquerda, centenas de milhares de operários peronistas e simpatizantes do velho general, representavam um despregue de mobilização imponente. Por diretivas de Perón, a segurança o operativo delegou-se no Coronel Jorge Osinde, pertencente à ala conservadora do seu movimento político, que delegou o poder operacional a Esteban Righi (naquele tempo Ministro do Interior da Nação), responsável pela segurança e ideologicamente próximo a Montoneros.
Ocorreram  confrontos - cujo saldo de mortos e feridos nunca foi determinado exatamente, nem investigado judicialmente - entre os grupos armados estavam paramilitares. A aeronave finalmente foi desviada para o aeroporto de Morón

## Vítimas
De acordo com um apêndice do relatório CONADEP de 1983, a AAA conseguiu executar 1.122 vítimas, incluindo artistas, intelectuais, políticos de esquerda, estudantes e historiadores, políticos peronistas e seus simpatizantes, bem como juízes, chefes de polícia e ativistas sociais.  No total, suspeita-se que tenham sido executados mais de 1500 indivíduos, De acordo com o Arquivo Nacional da Memória, entre 20 de Junho de 1973, o dia do abate de Ezeiza, até o início da ditadura militar de houve entre 600 e 900 desaparecimentos e 1500 assassinatos.
A comissão CONADEP sobre violação de direitos humanos provou que a Triple A praticou 19 homicídios em 1973, 50 em 1974 e 359 em 1975, enquanto que suspeita-se de seu envolvimento em várias outras centenas. Ameaças de morte também provocaram o exílio de muitos outros, incluindo cientistas tais como Manuel Sadosky, artistas como Héctor Alterio, Luis Brandoni e Nacha Guevara, e políticos como José Ber Gelbard, bem como Héctor Sandler e Norman Brinski. Uma das estimativas mais freqüentemente citadas contabilizam 220 ataques terroristas de julho a setembro de 1974, os quais mataram 60 e feriram gravemente 44, bem como 20 seqüestros O juiz federal Norberto Oyarbide, que assinou o pedido de extradição contra o ex-líder da AAA Rodolfo Almirón, qualificou em dezembro de 2006 os crimes da Triple A como violações dos direitos humanos e "início do processo sistemático dirigido pelo aparelho do estado" durante a ditadura. Outras personalidades vitimadas foram Silvio Frondizi, irmão do ex-presidente Arturo Frondizi, o advogado de prisioneiros políticos Alfredo Curutchet e o ex-vice-governador peronista da Província de Córdoba, Atilio López.

## Ataques, assassinatos e sequestros
Alguns dos membros da Triple A tomaram parte no massacre de Ezeiza em 1973, quando franco-atiradores dispararam contra manifestantes peronistas, no dia que Perón voltou do exílio. Meses depois o grupo despertou a atenção nacional pela primeira vez em 21 de novembro de 1973 quando tentou matar sem sucesso o senador federal argentino Hipólito Solari Yrigoyen através de um carro-bomba.
Em 1973, o governador peronista Juan Manuel Irrazabal, seu vice César Ayrault, sua esposa, e o piloto Jorge Pirovani, foram mortos em 30 de novembro, quando eles estavam viajando e o Beechcraft caiu na península do Porto. O carro foi atingido por outro veículo com os membros da AAA.
Em 22 de julho de 1973, Benito Spahn (Juventude Peronista), foi assassinado. Em 13 de agosto, Cyril Heredia (Juventude Peronista), 17 anos, foi seqüestrada e torturada. Em 14 de setembro, o "Ateneo 20 de junho", da Juventude Peronista, é alvejado por membros de triplo A.
O 31 julho de 1974, em um canto da cidade de Buenos Aires, o deputado Rodolfo Ortega Peña e sua esposa foram mortos a tiros ao sairem de um táxi. Em seu funeral, o grupo terrorista disparou sobre a multidão. Em 10 de setembro, o advogado Alfredo Curutchet, na cidade de San Isidro foi preso na rua, algemado e baleado por membros da Triple A.
Em 06 de agosto de 1974 quatro estudantes peronistas foram sequestrados pelo Triple A em suas casas, hora depois os corpos foram encontrados mortos a tiros na cidade de La Plata. Um dia depois teve lugar os assassinatos de Irineu Chávez Chávez Rolando e seu filho, Luis Manacor, estudante de jornalismo e o chefe da União de óleo, Carlos Pierini. Em 11 de maio, houve o assassinato do jesuíta Carlos Mugica, amigo de Mario Firmenich; Há fortes suspeitas do envolvimento do grupo no assassinato. Nesse mês foi morto Pablo Laguzzi (o filho do então decano da faculdade de direito da Universidade de Buenos Aires).
O ex-diretor da polícia Julio Troxler  foi seqüestrado na manhã de 20 de setembro de 1974, quando ele foi para a faculdade de direito, onde trabalhava,. Ele foi empurrado para a Peugeot, foi levado para longe e alvejado por uma rajada de metralhadora disparada do carro. A Triple A declaração diz "A lista continua. Morreu Troxler e no próximo, vai Sandler".
O 21 de março de 1975, mais de uma dúzia de veículos bloquearam o tráfego na área, onde viviam cerca de nove ativistas jovens peronistas, que foram sequestrados por quarenta agentes da Triplo A. Eles embarcaram em um coletivo com os reféns e os levaram para Pasco Avenue, onde eles foram baleados e depois dinamitaram os corpos. As vítimas eram o Conselheiro Hector Lenci, Aníbal Benítez, Hector Flores, Alfredo Diaz (14 anos); Eduardo Diaz (16 anos), Germán Gómez, Rubén Bagninia; Omar Caferatta e Gladys Martinez. O fato é conhecido como Matança de Pasco.
Em setembro, dois membros da AAA entraram na Universidade de Mar del Plata e atiraram nos alunos, matando Silvia Filler, que levou um tiro na testa. Quatro outros alunos também foram baleados: Fiscaletti José Marcos Chueque, Oscar Adolfo Nestor Ibarra e Alberto Vila.
Em 5 de novembro de 1975, em Palermo, foi atacada Barvich Maria Teresa, 24 anos, e foram "seqüestrados" Noemi Moreno-grávida de sete meses, Norberto King, Juan Carlos Mogorodoy Washington, White Becher e Griselda Lazarte. Todos foram levados para Protobanco, onde foram torturados.
Em outubro Carlos Manco, líder socialista, foi seqüestrado, interrogado e espancado por dois dias consecutivos e, em seguida, deixaram o seu cadáver nas proximidades da cidade de Ramos Mejía. Um dia depois de uma bomba explodiu na casa do Dr. Viaggio, advogado e membro do Partido Comunista,que viajou para patrocinar alguns refugiados chilenos recém-chegados no país como refugiados da ditadura de Augusto Pinochet.
No Domingo, 12 de dezembro de 1976, sete membros da Juventude Peronista foram mantidos incomunicáveis da cidade de Resistencia. De acordo com Ruiz Villasuso, único sobrevivente, as mulheres foram estupradas, três presos do sexo masculino foram castrados. Na Margarita Belén, foram colocados em vários veículos e baleados. Os corpos de dez dos mortos foram levados para o cemitério de Resistencia.

## Membros
Clandestinamente liderada por José López Rega (filósofo ocultista auto-proclamado vidente) e Rodolfo Almirón (preso na Espanha em 2006, tornou-se chefe da segurança particular de Manuel Fraga Iribarne. Sua presença na Espanha foi mantida em segredo até 2006 para proteger a imagem da Aliança Popular, precursor do atual Partido Popular). O agente da SIDE Anibal Gordon era supostamente outro membro importante da Triple A, embora sempre tenha negado isto.Outro membro foi Salvador Siciliano.

## Ligações com outros grupos terroristas de direita
Quinze membros da AAA,incluindo Rodolfo Almirón, participaram com o neofascista italiano Stefano Delle Chiaie e Jean Pierre Cherid, ex-membro da OAS e do esquadrão da morte GAL, do assassinato em Montejurra, Espanha, de dois carlistas esquerdistas em 1976.
O membro da Triple A José María Boccardo participou em 1978, juntamente com Jean Pierre Cherid e outros, do assassinato de Argala, o etarra. As investigações do juiz Baltasar Garzón demonstraram que o neofascista italiano Stefano Delle Chiaie também tinha trabalhado com a Triple A, durante a Gladio, com a DINA chilena, e com o ditador boliviano Hugo Banzer.